# Jeffrey Herlings
Jeffrey Herlings (Geldrop, Países Bajos, 12 de septiembre de 1994), es un piloto de motocross Neerlandés.

## Trayectoria
Compite en el Mundial de Motocross en la categoría de MXGP con el equipo KTM. Su dorsal actual es el 84, posee el record de victorias en Grandes Premios de la historia de MXGP.
En 2008 Herlings se proclamó campeón de Europa y del mundo en la categoría 85cc.
Desde 2010 hasta 2016 compitió en la categoría mundialista de MX2 proclamándose campeón del mundo en 2012, 2013 y 2016. En 2014 Herlings fue el claro dominador de la categoría consiguiendo un total de 12 victorias de Gran Premio, pero sufrió una grave lesión en la recta final de la temporada que le hizo perder el título en favor de su compañero de equipo el francés Jordi Tixier.
En 2017 da el salto a la categoría reina de MXGP, en su primera temporada queda subcampeón tras su compañero de equipo el italiano Tony Cairoli.
En 2018 consigue su primer título de MXGP tras imponerse en la penúltima prueba disputada en Assen. En las temporadas 2019 y 2020 sufrió graves problemas con las lesiones que le impedirían luchar por el campeonato. En 2021 Herlings ganaría su segundo título de MXGP imponiéndose en la última prueba, el Gran Premio de Mantua, al francés Romain Febvre.
Con el equipo de Países Bajos ha ganado el Motocross de las Naciones en la edición de 2019 celebrada en Assen.

## Palmarés
- Campeón de Europa y del Mundo de 85cc en 2008.
- Campeón del Mundo en 2012 de MX2.
- Campeón del Mundo en 2013 de MX2.
- Campeón del Mundo en 2016 de MX2.
- Campeón del Mundo en 2018 de MXGP.
- Campeón del Mundo en 2021 de MXGP.